# 临高启明
《临高启明》，是一部群体穿越小说，该作品设想五百余名有组织的现代人经过周密准备，携带大量物资穿越到明末的崇祯元年（1628年）的海南島临高县，尝试以此为据点建立近代水平的工业化社会并改变历史。小说采用多人共同写作方式，产生了大量同人作品。经过作者「吹牛者」（本名萧峰）整理编辑完善，最初发表于起点中文网。实体书第一、二卷已经出版，此書被視為中國2010年代後興起的工業黨思潮讀物。

## 创作历史
有作者指出，《临高启明》是2000年代穿越“产业文”频出的背景下产生的。亦与1990年代中国外交、军事现实相关。
2006年SC论坛（sonicbbs）上的独孤求婚发起讨论：“如果我们携带大量现代物资穿越到了明末，会怎么活下去并改变历史？”这个话题逐渐吸引了许多人讨论，并形成了第一批接龙文章。
SC论坛在2008年出现《天变：崇祯二年》群体穿越ID网络接龙。衍生出三组相互联系又各自独立的叙事超文本。除《临高启明》外，另外两个分别是：一、陆双鹤主笔，2009年起发表在起点中文网的《迷失在1629》；二、石斑鱼主笔，2009年起发表在起点中文网的《1622》。
2009年初，吹牛者开始了在起点中文网的整理和创作。《临高启明》正文已在起点积累744万字，837万次点击。
目前SC论坛已无法使用，关注者一般在北朝论坛临高启明专区、百度贴吧临高启明吧、百度贴吧临高启明元老院吧、臨高啟明QQ群、臨高啟明配圖版QQ群等讨论区进行交流。目前微信已经开通了临高启明官方账号，可以从中找到实体书购物方式、QQ群、微信群等资讯。
同人作品超过一千兩百余篇。临高启明的大部分同人可在灰机wiki上查找。
2019年4月30日，临高启明被下架。起点网站显示失联。据传被投诉涉嫌历史虚无主义。
2019年5月2日，该书执笔者吹牛者在微信公众号发表文章《关于本书的现状和未来》，称短时间内被封的事实无法逆转，只能等待。从官方角度确认该书被封杀。
2019年11月11日，临高启明重新上架，但并未有恢复所有章节。
目前《临高启明》实体书已出版前两卷，第一、二卷分别由中国广播影视出版社和现代出版社出版。

## 内容梗概
五百余名当代社会各行各业的失意青年，统称为“五百众”或“五百废”，穿越者中有人想称王称霸，有人想解民倒悬，有人想阻止清朝崛起，也有人只想在古代过腐败的享乐主义生活。经过一系准备工作，穿越者在二零某某年的9月乘坐丰城轮，携带大量现代工业设备，通过一个虫洞，来到明末崇祯年代的海南临高县，从一片空白建设工业文明，并逐步制霸全球。
穿越者在临高建立工业体系，同时组建军队、设置政权。对外则自称是南宋灭亡之际、逃至澳洲，又复归华夏的“大宋遗民”。故称澳宋政权。明朝人因他们不蓄发的现代发型以及中国政治传统，贬称其为“髡贼”。
穿越者攻占海南全岛后，又迅速攻占两广。早期，穿越者设想建立西欧议会形式的“贵族共和制或权贵民主制”。其后，穿越者自命为“元老”，构建最高权力机关——元老院，形成“五百废专政”，即五百二十一名元老集体领导的世袭“帝制”。定位为绝对君主制的澳宋国体，以及元老和土著（归化民）二元体制的社会逐步成型。

## 主要人物介绍
由于其共同创作的写作方式，《临高启明》相当一部分角色以现实世界中参与讨论的网友为原型。下文中括号加注的是他们常用的网名。

### 三巨头时期
文德嗣（winter_z），现任广州大区区长、军管会民政长、海军总顾问、造船厂顾问，历任执行委员会主席，女仆对策委员会委员长、第二次全体大会筹委会主任，主要负责总体工作，兼管造船。
萧子山（pioneertime），现任政务院总务厅厅长、元老院办公厅厅长，历任办公厅主任、总务组组长、内务民政委员会人民委员、看守内阁总理，主要负责生活后勤服务工作。
王洛宾（wanghrobin），现任元老院主席，历任三亚大区区长、工能委员会人民委员、环岛远程勘探总指挥，主要负责技术工作。

### 四巨头时期
在前述三巨头基础上，增加：
马千瞩（马前卒），现任国务卿，历任中央政务院总理、登陆总指挥、计划人民委员、总参谋长

### 二次全体大会后
执委会主席——文德嗣（winter_z），现任执行委员会主席、海军总顾问、造船厂顾问，历任女仆对策委员会委员长、第二次全体大会筹委会主任
元老院议长——钱水廷，现任元老院议长
中央政务院总理——马千瞩（马前卒），现任中央政务院总理，历任登陆总指挥、计划人民委员、总参谋长
企划院总裁——邬德（adell），现任企划院总裁，历任体育组成员、百仞公社社长、民政人民委员
制造总监——展无涯（暂时的乌鸦），现任制造总监，历任工业组组长、机械组组长、机械工业部部长
殖民及贸易长官——司凯德（scatfish），现任殖民及贸易部长官
财政总监——程栋（ID不详），现任财政总监，历任计划委员会成员、财政金融人员委员
军务总管（不常设，战时临时委任）——何鸣（ID不详），现任陆军参谋长、战争部长、代理军务总管、野战军司令员，历任体育组成员、代军事组长
仲裁庭代表——马甲（和谐的马甲），现任仲裁庭代表、荣誉法庭庭长、法学俱乐部秘书长，历任海关关长、海事法院院长、司法所成员、女仆对策委员会成员、第二次全体大会筹委会副主任
执委会办公厅主任——萧子山（pioneertime），现任办公厅主任，历任总务组组长、内务民政委员会人民委员、看守内阁总理

### 三次全体大会后
元老院主席——王洛宾（wanghrobin），现任元老院主席，历任三亚大区区长、工能委员会人民委员、环岛远程勘探总指挥，主要负责技术工作 （元老院主席非内阁成员）
国务卿——马千瞩（马前卒），现任国务卿，历任中央政务院总理、登陆总指挥、计划人民委员、总参谋长
财政相——程栋（ID不详），现任财政相，历任财政总监、计划委员会成员、财政金融人员委员
外务相——何影（黑影），现任外务相、宗教事务官，历任宗教事务办公室主任、能源组成员、基干民兵、宣传处成员
法务相——马甲（和谐的马甲），现任法务相、荣誉法庭庭长、法学俱乐部秘书长，历任仲裁庭代表、海关关长、海事法院院长、司法所成员、女仆对策委员会成员、第二次全体大会筹委会副主任
武装力量相____何鸣（ID不详），现任武装力量相、陆军部长，历任陆军参谋长、战争部长、代理军务总管、野战军司令员、体育组成员、代军事组长
国土交通相——单道谦（9号单开道岔），现任国土交通相、交通厅厅长，历任交通人民委员、建筑总公司经理
农林水产相——吴南海（南海），现任农林水产相、制药厂副厂长、天地会负责人、粮油食品总公司总经理，历任农业人民委员、农业组组长、粮油食品总公司副总经理
经济产业相——展无涯（暂时的乌鸦），现任经济产业相，历任制造总监、工业组组长、机械组组长、机械工业部部长
文化科学相——胡青白（天青地白），现任文化科学相，历任教育人民委员
民生劳动相——刘牧州（苍白的正义/leeeo），现任民生劳动相，历任民政委员会副人民委员
人民保安相——冉耀（燃烧的妖），现任人民保安相、国家警察总监，历任警察总部负责人、体育组成员、治安组组长、政治保卫总署负责人
企划相——邬德（adell），现任企划相，历任企划院总裁、体育组成员、百仞公社社长、民政人民委员

### 其他穿越者人物
A
艾貝貝、艾志新、安熙
B
白多祿、白國士、白羽、白雨、貝凱、北煒、冰風
C
曹順花、常凱申、常師德、陳白賓、陳策、陳海陽、陳環、陳思根、諶天雄、陳雲軒、程逆風、程馨馨、程詠昕、成默、成默、楚河、崔漢唐、崔雲紅
D
戴鍔、戴諧、單良、鄧鉑鋆、迪亞娜·門多薩、丁丁、東方恪、東門吹雨、董時葉、董薇薇、董亦直、獨孤求婚、獨墨、杜雯
F
法拉第、法石祿、方非、方敬涵、方憶靜、費祀、馮諾、馮宗澤、付盟、付三思
G
岡本信、高曉松、葛欣馨、郭逸
H
海林、韓水良、何方回、河馬、何平、何邪、洪璜楠、洪勞軍、洪水尹、胡木野、胡儀成、黃超、黃大山、黃天宇、黃驊、黃爪子
J
季安、季潤之、季思退、季無聲、計啟立、姬信、吉諫章、賈莫非、蔣估中、蔣宏軍、江牧之、江秋堰、江山、姜野、金枝嬌、金克綬
K
康明斯、孔令洋
L
蘭方方、蘭陽陽、老狄、樂琳、雷恩、冷凝雲、李赤騎、李迪、李海平、李軍、李梅、李瀟侶、李亞陽、李炎、李一撾、李么兒、李元元、李運興、黎卓賢、梁信、梁心虎、林佰光、林傳清、林法天、林漢隆、林默天、林深河、林深葉、李子平、林子琪、淩天、劉三、柳水心、劉湯姆、劉翔、劉易曉、劉月菲、柳正、陸榮、鹿文淵、盧炫、洛辰、羅鐸、呂洋、呂澤揚、呂中行
M
梅法、梅林、梅晚、蒙德、孟賢、明朗、明秋、莫水、莫笑安、慕敏、慕泉
N
南宮浩、南宮無敵、尼克察、寧靜海
P
潘達、潘鋒、潘傑鑫、潘琳、PEPEI、平秋盛
Q
齊楚秦、祁峰、錢朵朵、錢六石、錢水協、錢校長、喬田至
S
薩琳娜、尚羽、紹宗、沈睿明、沈躍風、史大富、施建濤、石出由、石開、時嫋仁、石志奇、宋君行、蘇菀、孫步陶、孫立、孫笑、索普
T
譚明、湯夢龍、唐糖、田九九、童貫
W
萬里煌、萬里輝、王潮暉、王鼎、王暮清、王企益、王瑞相、王濤、魏愛文、魏八尺、魏斯·蘭度、文同、吳賜仁、烏佛、吳迪、吳曠明、午木、吳石芒、烏雲花、伍子衿
X
解邇仁、席亞洲、蕭白朗、蕭貴、蕭合州、肖照川、辛無最、熊茂璋、熊卜佑、休語軒、許可、許延亮、徐天琦、徐亦成、徐營捷、薛若望、薛子良
Y
嚴茂達、燕雀志、嚴茗、楊寶貴、陽河、楊欣武、楊雲、葉孟言、葉雨茗、裔凡、伊龍紋、應愈、尤國團、游老虎、游老虎的母親、于鄂水、余志潛、袁秋實、袁子光、鄖素濟
Z
查梧礎、張子怡、張彪、張柏林、張浩、張好古、張力平、張土木、張梟、張筱奇、張信、張興培、張易坤、張應宸、張雨、張宇辰、張允冪、張允冪的父親、張智翔、趙曼熊、趙曉芹、趙雪、趙豔梅、趙引弓、甄倩、鄭明姜、鄭尚潔、鍾利時、鍾子衡、周比利、周伯韜、周洞天、周克、周圍、周韋森、朱鳴夏、朱全興、卓天敏、卓小敏

## 评价

### 理工
汇集各类社会文明建设的科学、专业、技术知识，力图重现现代工业社会构建的过程。同时，又对文科专业充满不屑。如萧子山“最大的怨念就是‘文科生’成为一句藐视的评价”。:98—99

### 人文
通过人物的不同表现探讨了法律、人性的各个方面。

### 婚配
由于穿越者群体中未婚男性数量占絕對多数，因此婚配成為未婚男性中的待解决問題。最初，元老分配女仆（书中又称生活秘书），通过歐洲商人的奴隸貿易获得“大洋马”（女性白人）:101。书中相关描述。